# Alphons Koechlin (Unternehmer)

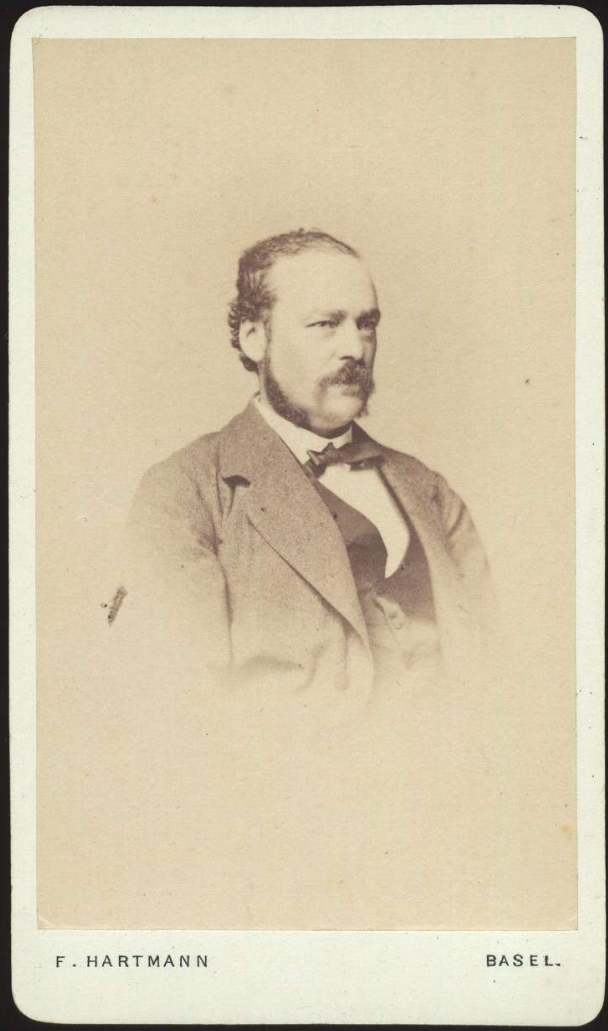
Alphons Koechlin-Geigy

Alphons Koechlin (* 6. April 1821 in Basel; † 6. Februar 1893 ebenda) war ein Schweizer Unternehmer und Politiker.

## Leben und Wirken
Alphons Koechlin war ein Sohn des Seidenbandfabrikanten Samuel Koechlin und seiner Frau Valeria, geborene Burckhardt. Nachdem er das Pädagogium besucht hatte, machte er eine kaufmännische Lehre und liess sich danach drei Jahre in Frankreich ausbilden. 1847 baute er mit seinem Vater und seinem Bruder eine Seidenbandfabrik auf. Ein Jahr nach deren Verkauf 1862 gründete er mit Adolf Burckhardt die Basler Handelsbank, wo er als Verwaltungsrat tätig war. Von 1861 bis 1893 gehörte er dem Verwaltungsrat der Schweizerischen Centralbahn an, aus der die Schweizerischen Bundesbahnen hervorgingen. 1875 nach Auflösung des Handelskollegiums, war er Mitbegründer des Basler Handels- und Industrieverein. Von 1876 bis 1891 präsidierte er die Basler Handelskammer und von 1876 bis 1878 den Vorort.
Koechlin war auch politisch aktiv. Von 1853 bis 1881 sass er im basel-städtischen Grossen Rat, den er von 1876 bis 1877 präsidierte. von 1859 bis 1875 gehörte er auch dem Kleinen Rat, der Kantonsregierung, an. In der gleichen Zeit war er Präsident der Wirtschaftskommission, von 1859 bis 1877 Mitglied des Finanz- und des Handelskollegiums. Von 1863 bis 1875 präsidierte er das Handelskollegium, von 1867 bis 1875 das Staatskollegium und von 1870 bis 1875 die kantonale Fabrikinspektion. Er wirkte massgeblich beim Basler Fabrikgesetz von 1869 mit, das den Zwölfstundentag einführte und die Kinderarbeit verbot.
Von 1866 bis 1875 vertrat Koechlin seinem Kanton zudem im Ständerat, den er 1874/75 präsidierte. Er setzte sich für Handels- und Industrieanliegen ein. Mit der Verfassungsrevision von 1875 und den anschliessenden Wahlen, die dem Freisinn eine Mehrheit brachten, verlor Koechlin seine bisherige überragende politische Bedeutung innerhalb des Kantons Basel-Stadt. 1879 konnte er noch als eidgenössischer Bevollmächtigter beim Abschluss des Handelsvertrags mit Italien auftreten.

## Privates
Koechlin heiratete Adèle Geigy, eine Tochter des Karl Geigy. Alphons Koechlin entstammte der weitverzweigten elsässischen Familie Koechlin. Sein Sohn war Carl Koechlin, zu seinen Nachfahren gehören damit Carl Koechlin-Vischer, Samuel Koechlin und Dominik Koechlin. Cousins ersten Grades seines Vaters Samuel waren die Unternehmer Nicolas Koechlin und André Koechlin.